# Centrorhynchus sholapurensis
Centrorhynchus sholapurensis är en hakmaskart som beskrevs av Rengaraju och Das 1975. Centrorhynchus sholapurensis ingår i släktet Centrorhynchus och familjen Centrorhynchidae. Inga underarter finns listade i Catalogue of Life.